# Claudio Marangoni
Claudio Oscar Marangoni (født 17. november 1954 i Rosario, Argentina) er en argentinsk tidligere fodboldspiller (midtbane og -træner). Han spillede ni kampe for Argentinas landshold. 
Marangoni spillede, bortset fra et étårigt ophold i England hos Sunderland, hele sin karriere i hjemlandet, hvor han primært var tilknyttet San Lorenzo og Independiente. Hos Independiente var han med til at vinde det argentinske mesterskab i 1983, mens det blev til sejr i Copa Libertadores og Intercontinental Cup i 1984. Han spillede begge kampene i Copa Libertadores-finalesejren over Grêmio. 
Marangoni spillede desuden ni kampe for det argentinske landshold, som han debuterede for i et opgør mod Chile 12. maj 1983. Han var med i den argentinske trup til Copa América i 1983.

## Titler
Primera División de Argentina
- 1983 (Metropolitano) med Independiente

Copa Libertadores
- 1984 med Independiente

Intercontinental Cup
- 1984 med Independiente

Supercopa Libertadores
- 1989 med Boca Juniors

Recopa Sudamericana
- 1990 med Boca Juniors